# Xenops
A Xenops a madarak (Aves) osztályának verébalakúak (Passeriformes) rendjébe, valamint a fazekasmadár-félék (Furnariidae) családjába és a Xenopinae alcsaládjába tartozó egyetlen nem.

## Rendszerezése
A nemet Johann Karl Wilhelm Illiger német zoológus és entomológus írta le, jelenleg az alábbi 3 faj tartozik ide:
- Xenops tenuirostris
- közönséges csipeszcsőrű (Xenops minutus)
- Xenops rutilans